# Go To Campaign
Go To Campaign（日语：／ Gōtō Kyanpēn）是日本政府为重振因新冠疫情而受挫的旅游产业而推出的大规模财政补贴活动。

## 政策

### 政策概述
2020年4月7日，政府內閣會議決定通過16兆8057億日圓的2020年度補充預算案，實施總額108兆日圓的「新型冠狀病毒感染症緊急經濟對策」。该預算中，有1兆6794億日圓分配至用于提振旅行、飲食、活動等方面需求的「Go To Campaign」政策中。此政策旨在通过政府补贴的方式帮助因疫情而受损的旅游产业、运输行业、娱乐产业、餐饮等行业，带动经济恢复。本补贴政策均要求参与方做好疫情防控措施，如对消费者要求戴口罩、配合测量体温、保持社交距离、勤洗手等。对各行业参与者要求：配备免洗洗手液、做好通风管理、保持社交距离、非面对面设置座椅等疫情防控方式。

#### 「Go To Campaign」财政补贴方面：
- 「Go To Travel」（补贴觀光旅游方面）

「Go To Travel」（日語：Go To トラベル）由日本觀光廳主办。由於日本的观光旅游行业多依靠訪日外国人旅行者的住宿、運輸（交通）、手信等入境消費，导致相关行业在疫情中遭受的损失較大。日本政府決定投入1兆6794億日圓，推進「Go To Travel」運動。并由日本旅行业协会（JATA）、全国旅行業協会全国旅行业协会（ANTA）及JTB等大型旅行社组建的「旅遊產業共同提案体」進行運營；本活动于2020年7月22日開始提供住宿費優惠，9月開始發放可在目的地消费的现金券。此前預訂的旅行計画，只要是7月22日後出發，亦可享受優惠。消费者可通过在指定的旅行社购买旅游商品，来获得消费额50%的补贴（每人最高两万日元），补贴中有70%可作为消费優惠，30%为可在观光景点消费的现金券。
日本政府期望借此提振国内旅游需求，以旅游消费带动地区经济恢复，让处于新冠疫情影响下的日本人掌握安全、安心的旅行方式。该活动要求参与者要配合每天早上测量体温、回避3密场所，同时还提倡参与者学习掌握不大声说话、车内静默等出行礼仪（日語：新しい旅のエチケット）。
- 「Go To Eat」（补贴餐饮方面）

「Go To Eat」由日本农林水产省主办。其目的是补贴因疫情而受创的餐饮行业，并通过消费带动经济恢复。消费者可以通过线上预约门店，线下吃饭返点（日語：オンライン飲食予約）和低价购买高价餐饮券（日語：プレミアム付食事券）这两种方式参与活动。
- 「Go To Event」（补贴文艺、运动方面）

「Go To Event」由日本经济产业省主办。本活动于2020年10月19日开始招标售票平台；2020年10月26日招标主办方；2020年10月29日活动开始；活动补贴内容分为八折门票（日語：チケット代金2割引）与可在会场消费的占门票价格20%的优惠券（日語：チケット代の2割相当分の会場等で使えるクーポン）两种。
- 「Go To 商店街」（补贴商业区方面）

「Go To 商店街」由日本经济产业省主办。旨在振兴商圈，营造崭新的商业环境。本活动于2020年10月30日开始招标商圈。

#### 「Go To Campaign」推广方面：
除了以上提到的四个财政补贴活动外，日本政府还將重整观光旅游行业基盘，打造具有高吸引力的观光景点与观光活动。营造无语言障碍的公共交通系统。支援商店建设电子账务支付环境；國際觀光振興機構（JNTO）为重获国外旅客，还将展开大规模联合宣传以促进停运航班重开；借新冠疫情防控的契机，日本政府將推動觀光景点建设的数字化转型、向非接触式与遠端式轉型。

### 政策实施
2020年11月27日，受疫情扩大的影响，日本农林水产省宣布「Go To Eat」在北海道、东京都、大阪府、茨城县、埼玉县、千叶县、神奈川县、静冈县、爱知县、兵库县的餐饮券（日語：プレミアム付食事券）发售活动暂时中止。
截止至2020年11月28日，目的地为大阪市、札幌市的与出发地为札幌市「Go To Travel」补贴已被当地自治团体因疫情扩大为由宣布暂时中止。

## 問題
運動工程承辦商公募時，在野党不斷在国会批評委託費高達3095億日圓，佔到總事業費2成，最終令到公開招募暫停，計劃實施大幅延後（參見環境共創Initiative）。

## 障礙
因應7月2日至3日，東京都内單日確診個案持續超過100宗，7月4日，東京都知事小池百合子請求民眾避免前往都外，除非情況必要或緊急。若「Go To Travel Campaign」開始時，情況仍無改善，旅行活動有機會受到影響；若目的地拒絕接收旅客，可能令到運動萎縮。
2020年7月17日，政府宣布將東京排除出侯選地，高齡者及年輕人團体亦不會獲得補貼，並請求旅行時不要含有宴席。

## 評價
2020年7月，確診個案再次出現增加傾向（懷疑第2波），平時觀光收入較高的地區，亦有聲音批判「Go To Travel Campaign」是否為時尚早，不知如何應對。
- 青森縣陸奧市市長宮下宗一郎稱，「若旅客令到當地確診個案增加，就是人禍」[18]。
- 宮城縣知事村井嘉浩指「在宮城，来自東京的確診個案亦有增加」，福島縣知事内堀雅雄亦表示「存在不安及擔憂」[19]。

京都市長門川大作則肯定運動，稱運動「重視社会文化活動對人類生活的必要性」。千葉縣知事森田健作亦表示一定理解，指「考慮到經濟，是可以理解国家的提議」，又呼籲首都圈民眾微旅遊，「請做足準備後，前往附近的千葉」。
2020年7月16日，西村康稔大臣接受質詢時表示，就算運動實施令疫情擴大，「政治也本來就應該對各種事情的結果負責」。
2020年7月18、19日，朝日新聞社進行輿論調查，結果顯示，對於「Go To Travel」於22日開始，有74％表示「反對」，19％表示「贊成」。對於開始時間及適用地區的決定在內，安倍政權的綜合應對，有74％表示「不認可」。不同性別對於運動開始的態度，男性中贊成24％、反對70％，女性中贊成14％、反對77％，均以反對居多。無法享受活動的東京都民中，有21％贊成，72％反對。

## 安全措施
為釋除上述不安，政府會指導「Go To Travel Campaign」的住宿設施，要求對住宿客人探熱，並限制共用部分（食堂及大浴場）的使用人数及時間，經国交省確認後，才能獲認證為運動對象設施。未獲認證的設施，運動不會提供折扣。

## 期待
有評論認為，「Go To Travel Campaign」有望波及原本遊山玩水式的觀光消費及無甚差別的觀光基礎設施建設，以開拓各地特色旅行魅力及發展日式款待、體驗消費等無形服務，幫助觀光業實現永續發展。

## 外部連結
- Go To Travel事業相關資訊 （页面存档备份，存于） - 觀光廳
- Go To Travel相關資訊 （页面存档备份，存于） - 日本旅行業協会
- https://www.maff.go.jp/j/shokusan/gaisyoku/hoseigoto.html （页面存档备份，存于） - 農林水產省
- https://www.chusho.meti.go.jp/shogyo/shogyo/2020/200701goto4.pdf （页面存档备份，存于） - 經濟產業省
- https://www.meti.go.jp/information/publicoffer/kobo/2020/downloadfiles/k200701001_04.pdf （页面存档备份，存于） - 經濟產業省
- 關於令和2年度国土交通省相關補正預算的概要 （页面存档备份，存于） - 国土交通省